# Мустафа Саїд ель-Уалі
Мустафа Саїд ель-Уалі (араб. الوالي مصطفى السيد; 1948 — 9 червня 1976) — національний лідер народу сахраві, співзасновник і другий генеральний секретар партії Полісаріо, перший президент Сахарської Арабської Демократичної Республіки.